# Copa del Generalísimo de fútbol 1952
La Copa del Generalísimo de Fútbol de 1952 fue la edición número 48 del Campeonato de España. La conquistó el C. F. Barcelona, lo que supuso su undécimo título copero. Se disputó desde el 17 de abril de 1952 hasta el 25 de mayo del mismo año. Los participantes fueron los doce primeros clasificados de Primera División y los dos campeones de Segunda.

## Octavos de final
Se disputó en eliminatoria a doble partido: los encuentros de ida se jugaron el 17 de abril y los de vuelta el 20 de abril.
| Equipo local              | Resultado global | Equipo visitante             | Ida | Vuelta | Desempate |
| ------------------------- | ---------------- | ---------------------------- | --- | ------ | --------- |
| Real Valladolid Deportivo | 9-5              | R. C. Deportivo de La Coruña | 6-2 | 3-3    |           |
| R. C. Celta de Vigo       | 2-5              | Real Madrid C. F.            | 2-3 | 0-2    |           |
| Club Atlético de Bilbao   | 3-4              | Real Zaragoza C. D.          | 3-0 | 0-4    |           |
| R. C. D. Español          | 1-1              | Real Sociedad de Fútbol      | 0-0 | 1-1    | 2-4       |
| Club Atlético de Madrid   | 3-9              | C. F. Barcelona              | 2-4 | 1-5    |           |
| Sevilla C. F.             | 3-3              | Valencia C. F.               | 3-1 | 0-2    | 1-3       |

Clubes exentos: Real Oviedo C. F. y C. D. Málaga.

## Cuartos de final
Los cuartos de final se disputaron a doble partido: los partidos de ida tuvieron lugar el 27 de abril y los de vuelta el día 4 de mayo. 
| Equipo local            | Resultado global | Equipo visitante          | Ida | Vuelta | Desempate |
| ----------------------- | ---------------- | ------------------------- | --- | ------ | --------- |
| Real Madrid C. F.       | 7-3              | Real Oviedo C. F.         | 6-3 | 1-0    |           |
| Real Sociedad de Fútbol | 1-1              | Real Valladolid Deportivo | 0-0 | 1-1    | 1-2       |
| Real Zaragoza C. D.     | 3-6              | Valencia C. F.            | 1-3 | 2-3    |           |
| C. D. Málaga            | 1-13             | C. F. Barcelona           | 0-7 | 1-6    |           |

## Semifinales
Se disputaron los partidos de ida el 11 de mayo y los de vuelta el 18 de mayo. 
| Equipo local    | Resultado global | Equipo visitante          | Ida | Vuelta |
| --------------- | ---------------- | ------------------------- | --- | ------ |
| Valencia C. F.  | 3-2              | Real Madrid C. F.         | 2-1 | 1-1    |
| C. F. Barcelona | 6-3              | Real Valladolid Deportivo | 5-0 | 1-3    |

## Final
|            | POR        | Antoni Ramallets  |  |
|            | DEF        | Cheché Martín     |  |
|            | DEF        | Gustau Biosca     |  |
|            | DEF        | Josep Seguer      |  |
|            | MED        | Gonzalvo III      |  |
|            | MED        | Andreu Bosch      |  |
|            | DEL        | Estanislao Basora |  |
|            | DEL        | Ladislao Kubala   |  |
|            | DEL        | César Rodríguez   |  |
|            | DEL        | Jordi Vila        |  |
|            | DEL        | Eduardo Manchón   |  |
| Entrenador | Entrenador | Ferdinand Daučík  |  |

|            | POR        | Quique Martín 118' |  |  |
|            | DEF        | Gabriel Suñer      |  |  |
|            | DEF        | Salvador Monzó     |  |  |
|            | DEF        | Vicente Asensi     |  |  |
|            | MED        | Paco Mir           |  |  |
|            | MED        | Antonio Puchades   |  |  |
|            | DEL        | Quiliano Gago      |  |  |
|            | DEL        | Pasieguito         |  |  |
|            | DEL        | Manuel Badenes     |  |  |
|            | DEL        | Enrique Buqué      |  |  |
|            | DEL        | Vicente Seguí      |  |  |
| Entrenador | Entrenador | Jacinto Quincoces  |  |  |

|  | 40'  | Basora | 1-2 |
|  | 72'  | Vila   | 2-2 |
|  | 96'  | Kubala | 3-2 |
|  | 119' | César  | 4-2 |

|  | 1'  | Badenes | 0-1 |
|  | 28' | Badenes | 0-2 |

|  | 118' | Cesáreo López |

| Árbitro: | Andrés Rivero |

|            | POR        | Antoni Ramallets  |  |
|            | DEF        | Cheché Martín     |  |
|            | DEF        | Gustau Biosca     |  |
|            | DEF        | Josep Seguer      |  |
|            | MED        | Gonzalvo III      |  |
|            | MED        | Andreu Bosch      |  |
|            | DEL        | Estanislao Basora |  |
|            | DEL        | Ladislao Kubala   |  |
|            | DEL        | César Rodríguez   |  |
|            | DEL        | Jordi Vila        |  |
|            | DEL        | Eduardo Manchón   |  |
| Entrenador | Entrenador | Ferdinand Daučík  |  |

|            | POR        | Quique Martín 118' |  |  |
|            | DEF        | Gabriel Suñer      |  |  |
|            | DEF        | Salvador Monzó     |  |  |
|            | DEF        | Vicente Asensi     |  |  |
|            | MED        | Paco Mir           |  |  |
|            | MED        | Antonio Puchades   |  |  |
|            | DEL        | Quiliano Gago      |  |  |
|            | DEL        | Pasieguito         |  |  |
|            | DEL        | Manuel Badenes     |  |  |
|            | DEL        | Enrique Buqué      |  |  |
|            | DEL        | Vicente Seguí      |  |  |
| Entrenador | Entrenador | Jacinto Quincoces  |  |  |

|  | 40'  | Basora | 1-2 |
|  | 72'  | Vila   | 2-2 |
|  | 96'  | Kubala | 3-2 |
|  | 119' | César  | 4-2 |

|  | 1'  | Badenes | 0-1 |
|  | 28' | Badenes | 0-2 |

|  | 118' | Cesáreo López |

| Árbitro: | Andrés Rivero |

|                         |
| Campeón C. F. BARCELONA |
| 11.º título             |